# Richard Podloucky
Richard Podloucky (* 1947 in Harsefeld) ist ein deutscher Zoologe und Sachbuchautor. Seinen Interessenschwerpunkt bilden heimische Reptilien und Amphibien.

## Leben
Podloucky absolvierte ein Studium zum Diplom-Biologen. Von 1977 bis 1979 war er als Kurator des Aquariums und Terrariums im Aquarienhaus des Stuttgarter Zoos Wilhelma tätig. Anschließend war er bis zu seiner Pensionierung im Bereich Amphibien- und Reptilienschutz bei der Niedersächsischen Fachbehörde für Naturschutz in Hannover tätig. Podloucky arbeitet bis heute in internationalen Gremien mit und ist als Gutachter tätig.
1978 wurde er Mitglied der Deutschen Gesellschaft für Herpetologie und Terrarienkunde (DGHT), bei der er auch neun Jahre im Vorstand tätig war und seit der Gründung der Arbeitsgruppe „Feldherpetologie und Artenschutz“ deren Sprecher ist.

## Publikationen (Auswahl)
- Der Niederelberaum – Industrie kontra Natur. Eine Bestandsaufnahme zur Situation an der Unterelbe. Veröff. der Arbeitsgemeinschaft Umweltplanung Niederelbe (AUN), Stade 1980 [2. Aufl.].
- mit Bernd Hoffmann und Bernd Bölscher: Welches Tier ist das? Arbeitshilfe für die Durchführung des Washingtoner Artenschutzübereinkommens. Niedersächsisches Landesverwaltungsamt, Fachbehörde für Naturschutz, Hannover 1985.
- Wir tun was … für Frösche und Kröten. Hrsg. von Gunter Steinbach (Aktion Ameise), F. Schneider Verlag, München 1986. ISBN 978-3-505-09244-2 [überarb. und erg. Aufl. erschienen 1991 beim Franckh-Kosmos, Stuttgart. ISBN 978-3-440-06095-7]
- mit Christian Fischer: Rote Listen und Gesamtartenlisten der Amphibien und Reptilien in Niedersachsen und Bremen. Niedersächsischer Landesbetrieb für Wasserwirtschaft, Küsten- und Naturschutz, Hannover 2014 [4. Fassung].
- mit Jean C. Roché: Froschkonzert am Gartenteich. Unsere Frösche und Kröten beobachten und schützen. Mit den Rufen aller heimischen Frösche und Kröten auf CD. Hrsg. von Gunter Steinbach, Franckh-Kosmos, Stuttgart 2001. ISBN 978-3-440-08574-5